# Леоне Леоні
Леоне Леоні (італ. Leone Leoni, 1509, Ареццо — 2 липня 1590, Мілан) — італійський скульптор стилю маньєризму, золотар, медальєр.

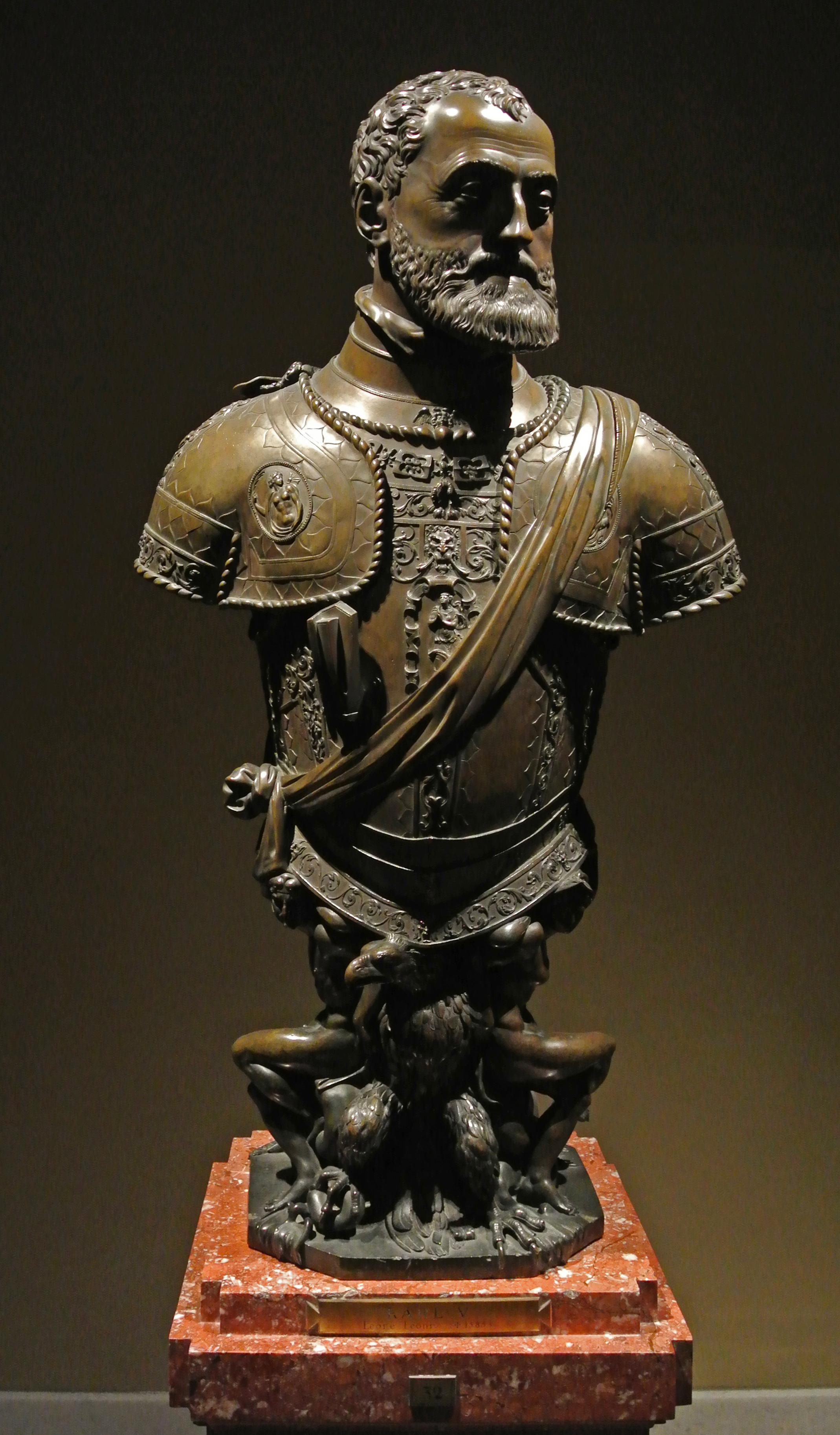
Леоне Леоні. «Погруддя імператора Карла V», бл. 1555. Музей історії мистецтв, Відень

Народився у 1509 році у м. Ареццо. Замолоду навчався у Венеції, де долучився до гуртка художника Тиціана. Деякий час був під впливом скульптур Донателло та Якопо Сансовіно. Згодом перейняв деякий особливості стилю Мікеланджело Буонарроті, з яким тривалий час листувався.
За часів папи римського Павло III перебрався до Рима. Тут у 1538 році очолив монетний двір після арешту Бенвенуто Челліні . Втім у 1540 році внаслідок інтриг втратив посаду й потрапив за ґрати. Був засуджений на відрубання руки, втім дож Генуї Андреа Доріа врятував Леоні.
У 1542 році переїздить до Мілана, де отримує посаду очільника монетного двору імператора Карла V. Тут користувався підтримкою губернатора Ферранте Гонзага. З часом отримав замовлення на виконання скульптур у бронзі та медалей імператора. У 1546 році П'єрлуїджи Фарнезе, герцог Парми та П'яченци, запрошує Леоне Леоні до себе, де призначає генеральним майстром з виготовлення печаток. На цій посаді Леоні перебував до 1548 року, коли було вбито герцога Фарнезе. У 1549 році на запрошення Карла V виконував роботи у Брюсселі. Того ж року Леоні посвячено у лицарі.
Повернувшись до Мілана, у 1553 й 1560–1563 роках зробив декілька бронзових скульптур Джан Джакомо Медічі, відомого кондотьєра. Також на замовлення кардинала Антоніо Гранвели у 1564 році зробив фігурну композицію з Карла V, його сина Філіппа та кардинала. У 1565–1567 роках побудував собі розкішний палац — так званий «Будинок з атлантами», де зібрав різні старожитності, античні скульптури, твори Мікеланджело, Леонардо да Вінчі тощо.
Вслід за цим переїздить до Іспанії, де також виконує низку скульптур короля Філіппа II та його родини, зокрема оздоблює вівтар в Ескоріалі. Після поверненню до Мілана виконує замовлення герцогів Савойських, представників Габсбургів. Помер 2 липня 1590 року в Мілані.
Його син — Помпео Леоні (бл. 1533—1608), скульптор і медальєр.

## Медалі роботи Леоне Леоні

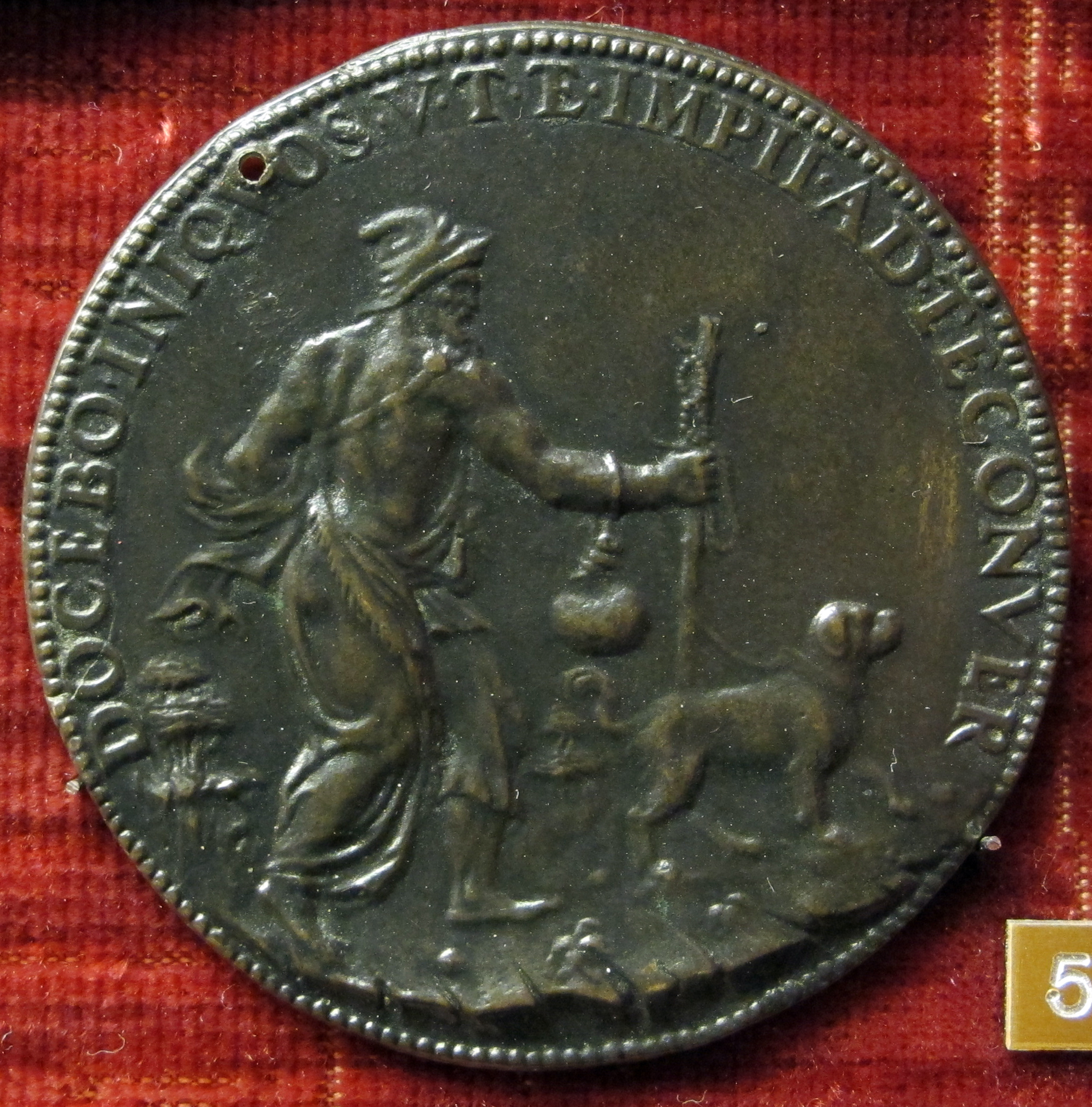
Леоне Леоні, медаль «Мікеланджело Буонарроті». Реверс з фігурою -уособленням постійних пошуків, 1561 р. (?)

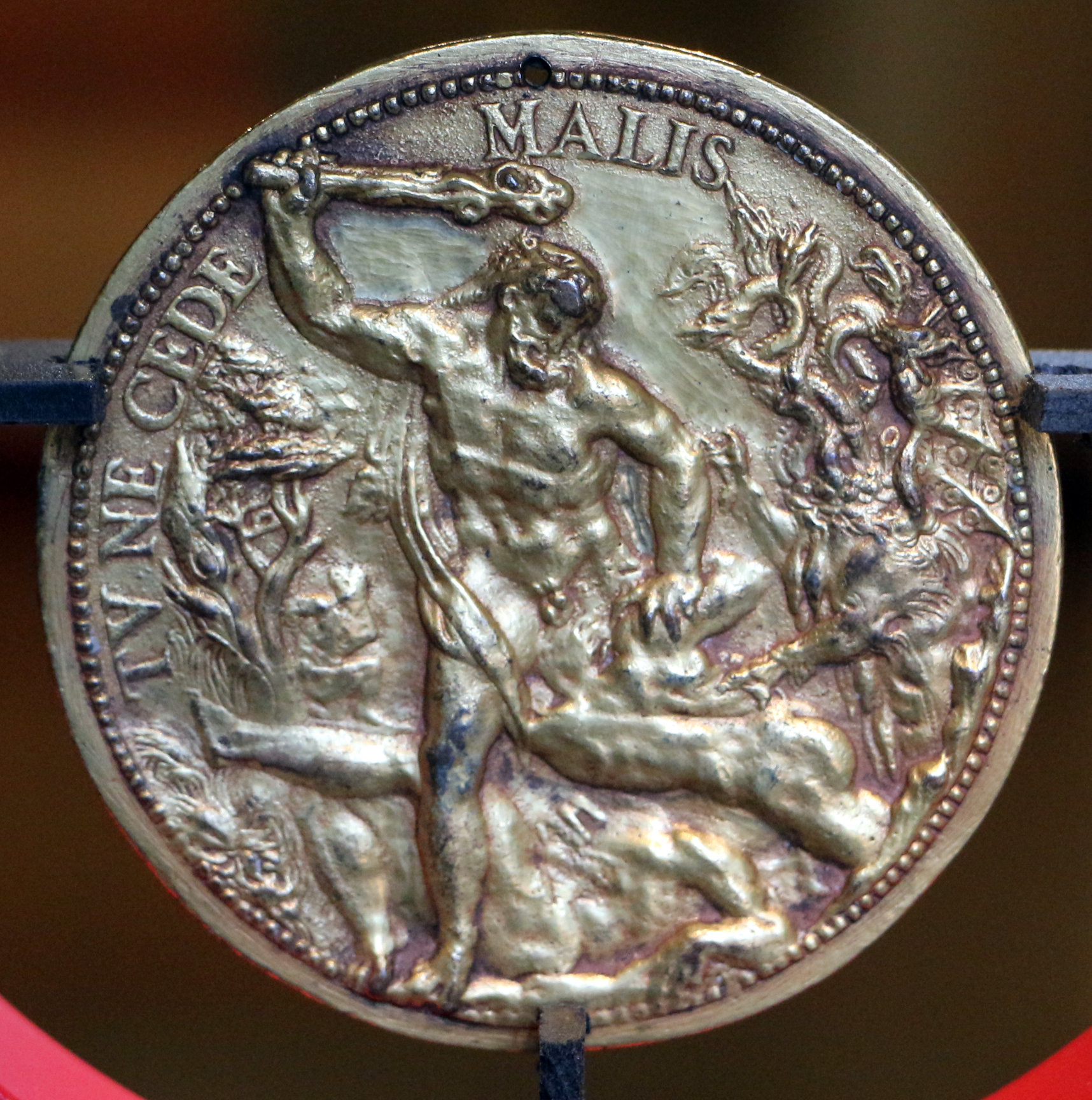
Леоне Леоні, медаль « Ферранте Гонзага ді Гвастала», 1556 р. , реверс із зображенням Геракла, Пінакотека замку Сфорца
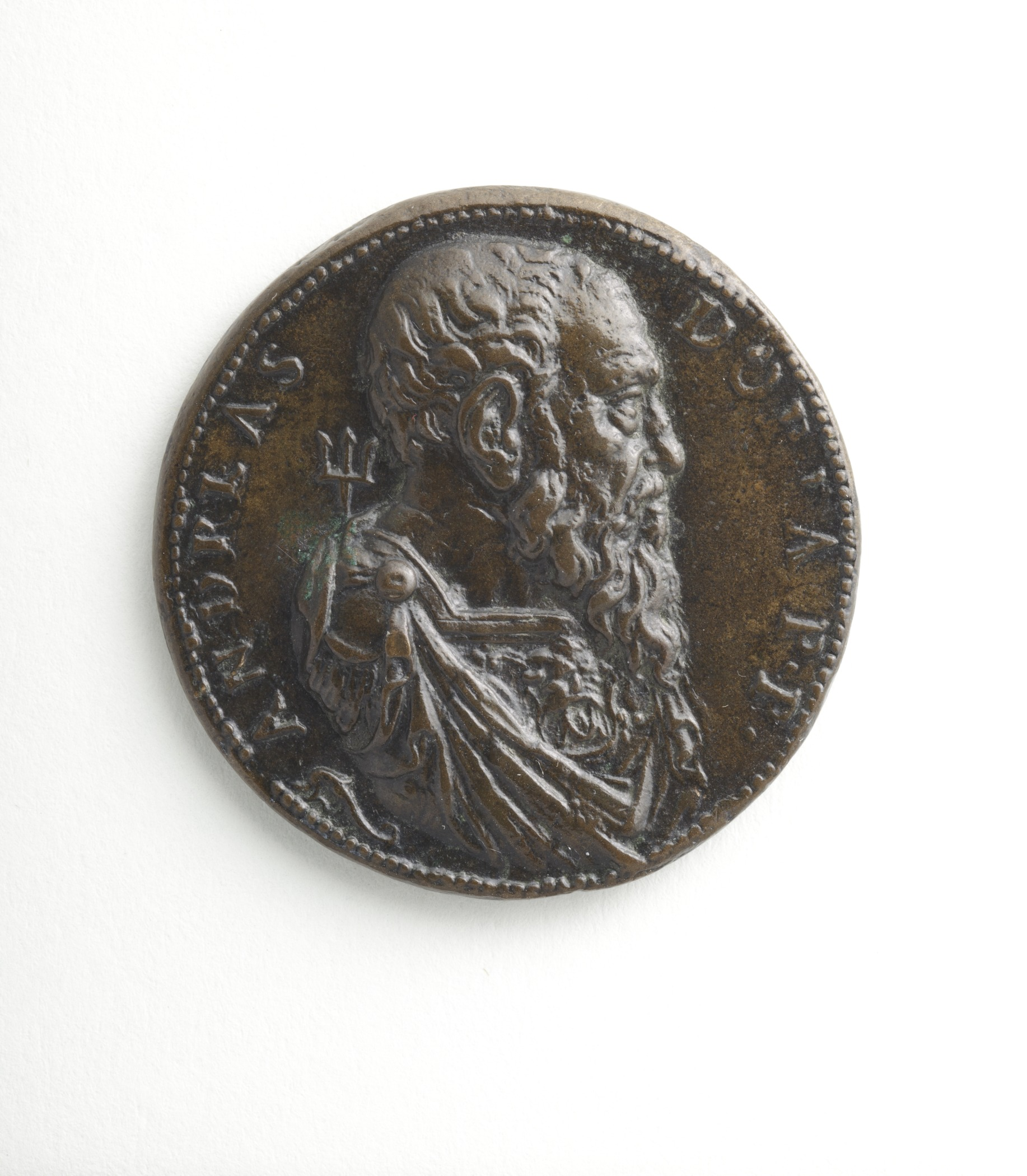
Леоне Леоні, медаль «Андреа Доріа», музей мистецтв округу Лос-Анжелес.
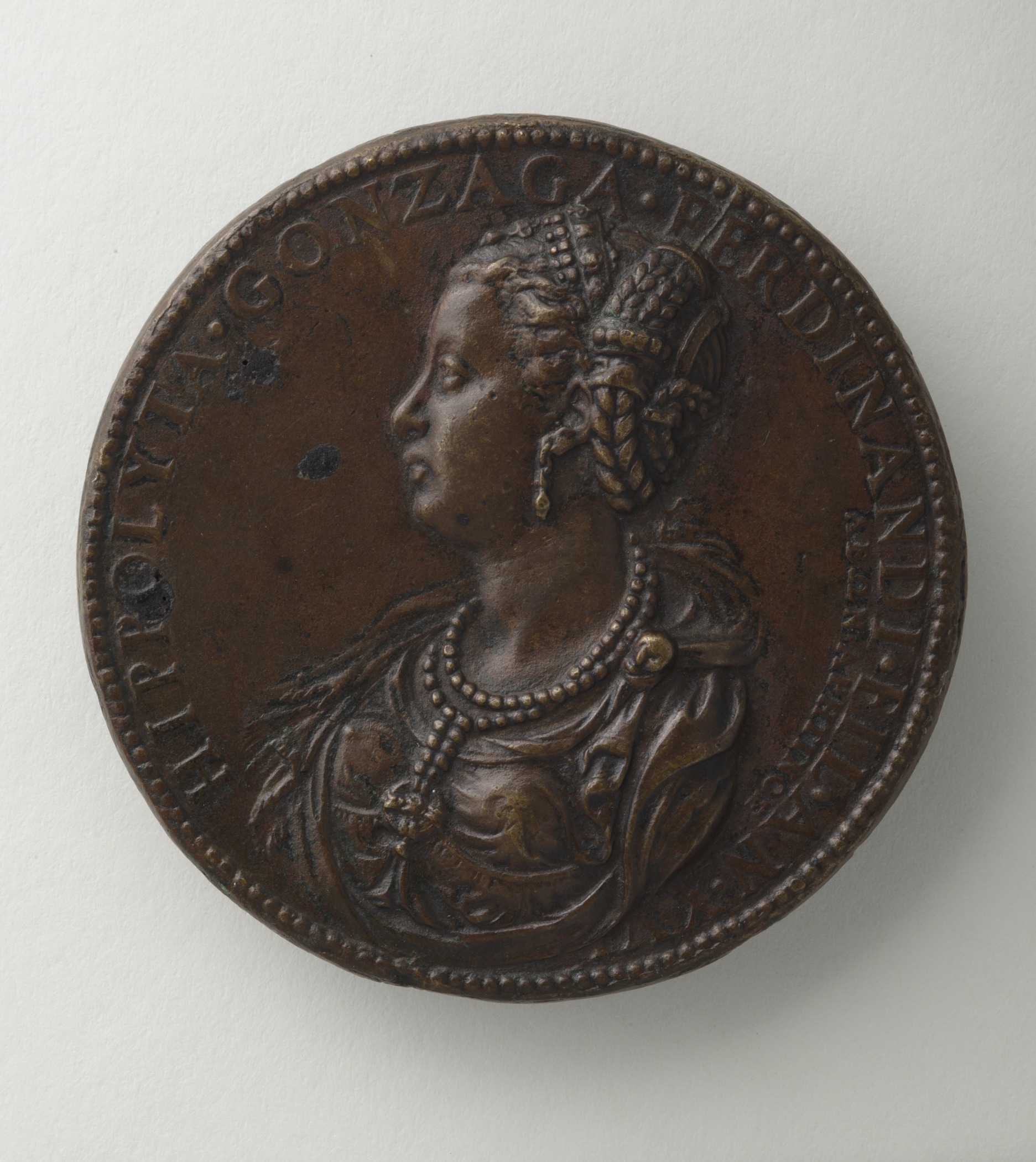
Леоне Леоні, медаль «Іпполіта ді Фернандо Гонзага», 1551 р.,  музей мистецтв округу Лос-Анжелес.
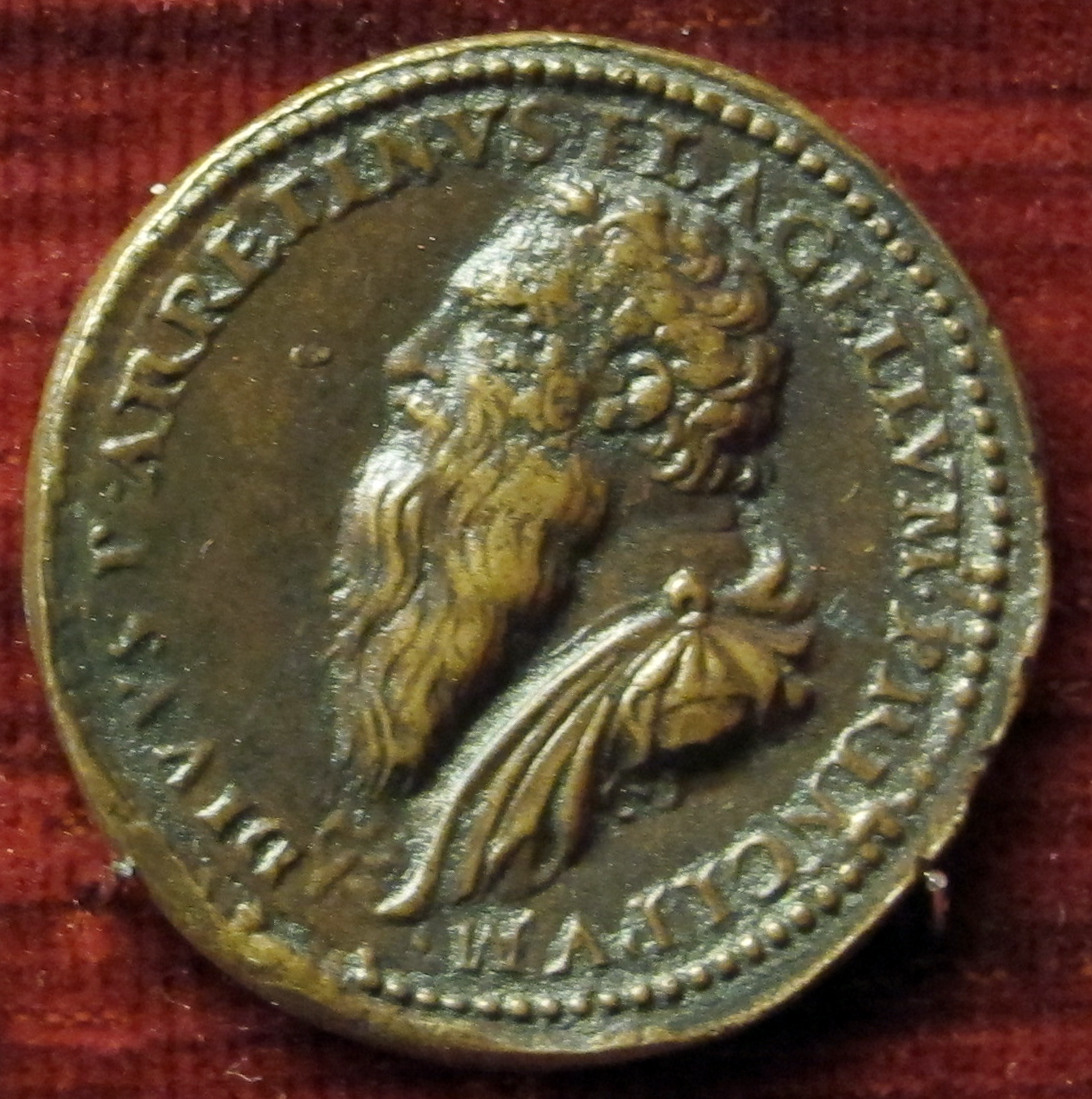
Леоне Леоні, медаль «П'єтро Аретіно», 1536 р.